# Турхановка
Турха́новка (рос. Турхановка) — село у складі Бугурусланського району Оренбурзької області, Росія.

## Населення
Населення — 138 осіб (2010; 194 у 2002).
Національний склад (станом на 2002 рік):
- мордва — 63 %